# Sirenik
Le sirenik était une langue parlée dans le village de Sireniki (Сиреники) et la région avoisinante, dans la péninsule tchouktche, à l'extrême est de la Russie. C'est aujourd'hui une langue morte : sa dernière locutrice, Valentina Wye (Валентина Выйе), est décédée en 1997.
La généalogie linguistique du sirenik est incertaine. Elle est souvent considérée comme une des langues yupik, mais présente assez de singularités pour qu'on la classe alternativement comme une troisième branche indépendante des langues eskimo — les deux autres branches étant les langues yupik et les langues inuit. Les langues eskimo forment avec l'aléoute la famille des langues eskimo-aléoutes.
La langue n'était pas intercompréhensible avec les deux autres langues parlées par les Yupiks de Sibérie, le naukan et le yupik sibérien central ; les locuteurs du sirenik utilisaient comme langue véhiculaire une langue tierce, le tchouktche. Aujourd'hui, ils ont adopté pour langue vernaculaire le yupik sibérien central ou le russe.

## Dénomination
L'autonyme de la langue est Сиӷы́ных [siˈʁənəx], d'après le nom local du village de Sireniki. Les habitants s’appelaient en sirenik сиӷы́ныгмы̄́ӷий [siˈʁənəɣˈməːʁij] (au singulier : сиӷы́ныгмы̄́ӷа [siˈʁənəɣˈməːʁa]).
Sirenik est l'adaptation russe de cet autonyme ; on trouve aussi la forme Sirenikski, avec une terminaison d'adjectif russe.

## Écriture
Le sirenik s'écrit avec une version adaptée de l'alphabet cyrillique.